# نامه‌های ونسان ون گوگ

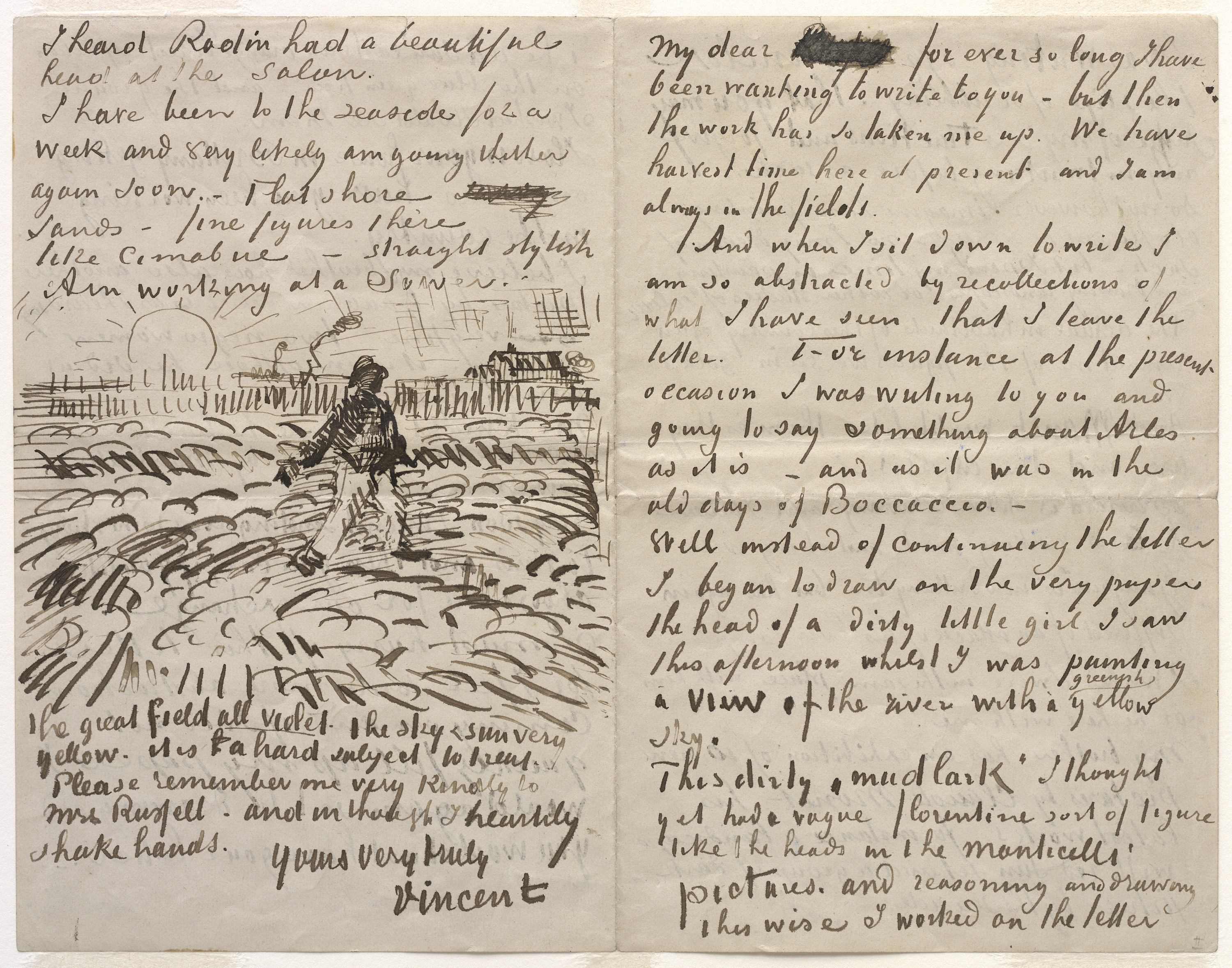
نامه ون گوگ به جان پیتر راسل همراه با پیش‌طرح، ۱۷ ژوئن ۱۸۸۸، موزه گوگنهایم ترکیه.

نامه‌های ونسان ون گوگ به مجموعه ۹۰۳ نامه به‌جامانده‌ای گفته می‌شود که از این تعداد ۸۲۰ نامه توسط ونسان ون گوگ و ۸۳ نامه به او نوشته شده‌است. این نامه‌نگاری‌ها از سال ۱۸۷۲ تا ۱۸۹۰ بین ون گوگ و بستگان و دوستانش انجام شده‌است که از جمله آن‌ها می‌توان به برادرش تئو ون گوگ، خواهرش ویل ون گوگ و هنرمندانی چون آنتون فان راپارد، امیل برنار و پل گوگن اشاره کرد. این مجموعه اولین بار در سال ۱۹۱۴ توسط همسر برادرش یوهانا ون گوگ-بونگر در سه جلد به چاپ رسید.

## فهرست نامه‌ها

### نامه‌های نوشته شده توسط ون گوگ
| تعداد | گیرنده                                       | توضیح                                                                          |
| ----- | -------------------------------------------- | ------------------------------------------------------------------------------ |
| ۶۵۹   | تئو ون گوگ و یوهانا ون گوگ-بونگر             | برادر و همسر برادر (۶۵۱ نامه به تئو، ۱ نامه به یوهانا، ۷ نامه به تئو و یوهانا) |
| ۵۸    | آنتون فان راپارد                             | نقاش هلندی که ون گوگ در بروکسل ملاقات کرد                                      |
| ۲۲    | امیل برنار                                   | نقاش فرانسوی که ون گوگ در پاریس ملاقات کرد                                     |
| ۲۱    | ویل ون گوگ                                   | خواهر                                                                          |
| ۱۲    | آنا ون گوگ-کاربنتوس                          | مادر (۸ نامه به او، ۱ نامه به او و تئو ون گوگ، ۳ نامه به او و ویل ون گوگ)      |
| ۶     | ویلم فان استوکم و کارولینه فان استوکم-هانبیک | آشنایان در لاهه (۴ نامه به کارولینه و ویلم، ۲ نامه به کارولینه)                |
| ۵     | تئودوروس ون گوگ و آنا ون گوگ-کاربنتوس        | والدین                                                                         |
| ۵     | آنتون کرسماکرس                               | نقاشی غیرحرفه‌ای که ون گوگ در نونن به او آموزش می‌داد                            |
| ۴     | پل گوگن                                      | نقاش فرانسوی که ون گوگ در پاریس ملاقات کرد                                     |
| ۴     | ژوزف ژینو و ماری ژینو-ژولیان                 | گردانندگان کافه دو لا گار در آرل (۲ نامه به ژوزف و ماری، ۲ نامه به ژوزف)       |
| ۴     | میخیل د زوارت                                | صاحبخانه ون گوگ در لاهه                                                        |
| ۳     | جان پیتر راسل                                | نقاش استرالیایی که ون گوگ در پاریس ملاقات کرد                                  |
| ۲     | کورنلیس مارینوس ون گوگ                       | عمو                                                                            |
| ۲     | آرنولد هندریک کونین                          | نقاش هلندی که ون گوگ در پاریس ملاقات کرد                                       |
| ۱     | چارلز آنگران                                 | نقاش فرانسوی که ون گوگ در پاریس ملاقات کرد                                     |
| ۱     | آلبر اوریه                                   | منتقد هنری فرانسوی                                                             |
| ۱     | اوژن باخ                                     | نقاش بلژیکی که ون گوگ در آرل ملاقات کرد                                        |
| ۱     | اخبرت بورخش                                  | آشنا در لاهه                                                                   |
| ۱     | هنریک یان فورنی                              | فروشنده لوازم هنری در لاهه                                                     |
| ۱     | آنتوان فیلیپ فورنی                           | نقاشی غیرحرفه‌ای که ون گوگ در لاهه به او آموزش می‌داد                            |
| ۱     | یوهانس فان هومبرخ                            | شهردار نونن                                                                    |
| ۱     | هورس مان لیونس                               | نقاش انگلیسی که ون گوگ در آنتورپ ملاقات کرد                                    |
| ۱     | اکتاو ماوس                                   | مسئول انجمن هنرمندان پیشرو لی ون در بروکسل                                     |
| ۱     | پل سینیاک                                    | نقاش فرانسوی که ون گوگ در پاریس ملاقات کرد                                     |
| ۱     | هرمانس خیزبرتس ترستیخ                        | رییس ونسان و تئو ون گوگ در شرکت گوپیل و شرکا در لاهه                           |
| ۱     | بتسی ترستیخ                                  | دختر هرمانس خیزبرتس ترستیخ                                                     |
| ۱     | هندریک فرسیل                                 | معلم بازنشسته در هلفورت                                                        |

### نامه‌های نوشته شده به ون گوگ
| تعداد | فرستنده                                                 | توضیح                                                                         |
| ----- | ------------------------------------------------------- | ----------------------------------------------------------------------------- |
| ۴۶    | تئو ون گوگ و یوهانا ون گوگ-بونگر                        | برادر و همسر برادر (۳۹ نامه از تئو، ۵ نامه از یوهانا، ۲ نامه از تئو و یوهانا) |
| ۱۶    | پل گوگن                                                 | نقاش فرانسوی که ون گوگ در پاریس ملاقات کرد                                    |
| ۴     | ژوزف رولین                                              | پستچی در آرل و مارسی                                                          |
| ۲     | ژوزف ژینو و ماری ژینو-ژولیان                            | گردانندگان کافه دو لا گار در آرل (۱ نامه از ژوزف، ۱ نامه از ماری)             |
| ۲     | آرنولد هندریک کونین                                     | نقاش هلندی که ون گوگ در پاریس ملاقات کرد                                      |
| ۲     | پل سینیاک                                               | نقاش فرانسوی که ون گوگ در پاریس ملاقات کرد                                    |
| ۱     | ویل ون گوگ                                              | خواهر                                                                         |
| ۱     | آنا ون گوگ                                              | مادر                                                                          |
| ۱     | هندریک بونگر، هرمینه بونگر-ویسمان و آنا ون گوگ-کاربنتوس | والدین یوهانا ون گوگ-بونگر و مادر ون گوگ                                      |
| ۱     | هانریت لامبلوت-گاودین                                   | کتابفروش در آرل                                                               |
| ۱     | اکتاو ماوس                                              | مسئول انجمن هنرمندان پیشرو لی ون در بروکسل                                    |
| ۱     | پل اوژن میله                                            | سرباز فرانسوی که ون گوگ در آرل ملاقات کرد                                     |
| ۱     | کرستن موریا-پیترسن                                      | نقاش دانمارکی که ون گوگ در آرل ملاقات کرد                                     |
| ۱     | تئوفیل پرون                                             | رییس بخش پزشکی بیمارستان روانی در سن-رمی-دو-پروانس                            |
| ۱     | آنتون فان راپارد                                        | نقاش هلندی که ون گوگ در بروکسل ملاقات کرد                                     |
| ۱     | جان پیتر راسل                                           | نقاش استرالیایی که ون گوگ در پاریس ملاقات کرد                                 |
| ۱     | فردریک سال                                              | کشیش در آرل                                                                   |

## پیش‌طرح‌های نامه‌ها
ونسان ون گوگ در بسیاری از نامه‌هایش با کشیدن پیش‌طرحهایی از روند کاری، تابلوها و محل اقامت خود به مخاطبان نامه‌هایش گزارش تصویری می‌داد. تعداد این پیش‌طرح‌ها ۱۳۳ عدد است.

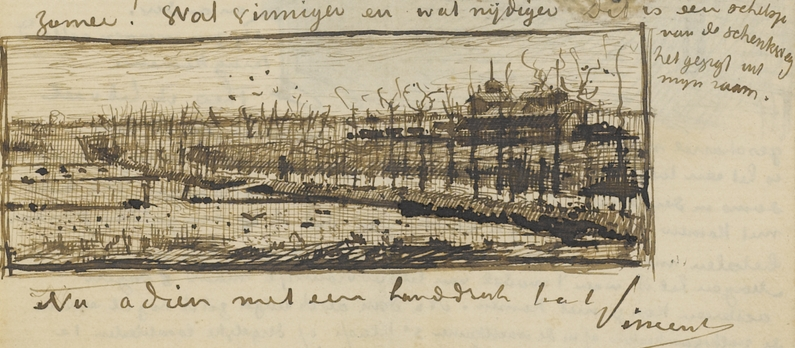
علف‌زارهای کنار اسخینکوخ، لاهه، ۱۴ ژانویه ۱۸۸۲ (نامه ۲۰۰ به تئو ون گوگ)
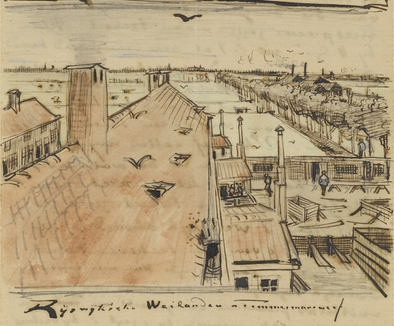
پشت‌بام‌ها، لاهه، ۲۶ ژوئیه ۱۸۸۲ (نامه ۲۵۱ به تئو ون گوگ)
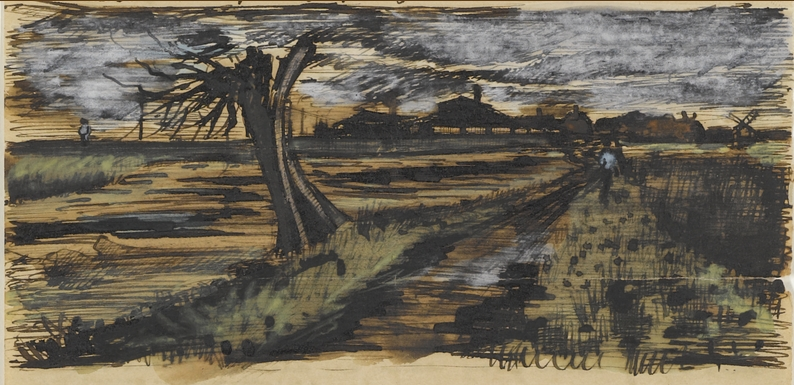
بید هرس‌شده، لاهه، ۳۱ ژوئیه ۱۸۸۲ (نامه ۲۵۲ به تئو ون گوگ)
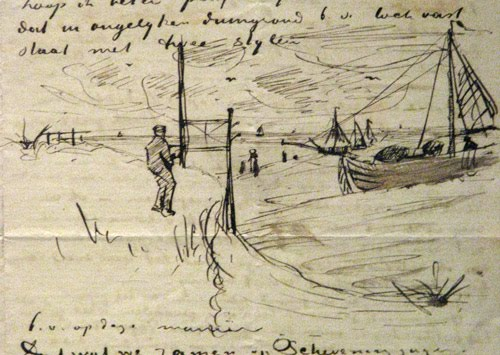
ساحل اسخیفنینگن با قاب پرسپکتیو، لاهه، ۵ اوت ۱۸۸۲ (نامه ۲۵۳ به تئو ون گوگ)
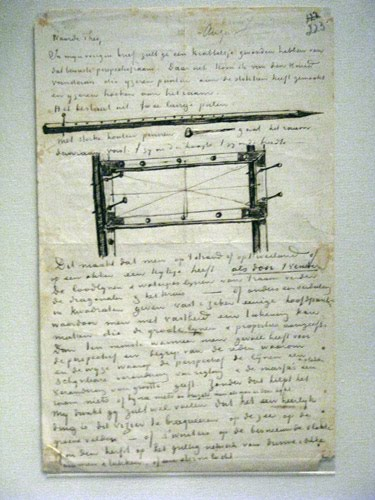
‏۱. پایه قاب پرسپکتیو ۲. میخ چوبی قاب پرسپکتیو ۳. قاب پرسپکتیو، لاهه، ۵ یا ۶ اوت ۱۸۸۲ (نامه ۲۵۴ به تئو ون گوگ)
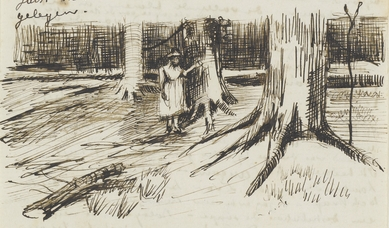
دختری در جنگل، لاهه، ۹ سپتامبر ۱۸۸۲ (نامه ۲۶۱ به تئو ون گوگ)
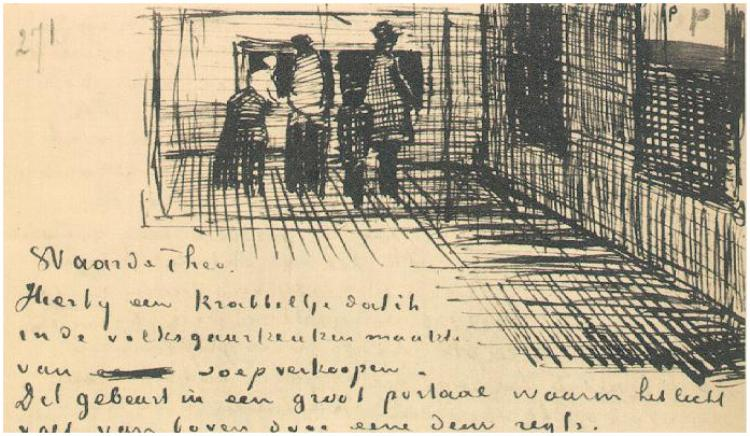
توزیع سوپ در یک نوانخانه عمومی، لاهه، ۳ مارس ۱۸۸۳ (نامه ۳۲۳ به تئو ون گوگ)
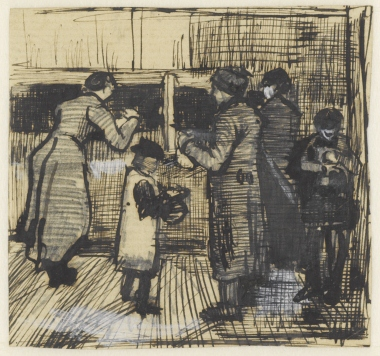
توزیع سوپ در یک نوانخانه عمومی، لاهه، ۳ مارس ۱۸۸۳ (نامه ۳۲۳ به تئو ون گوگ)
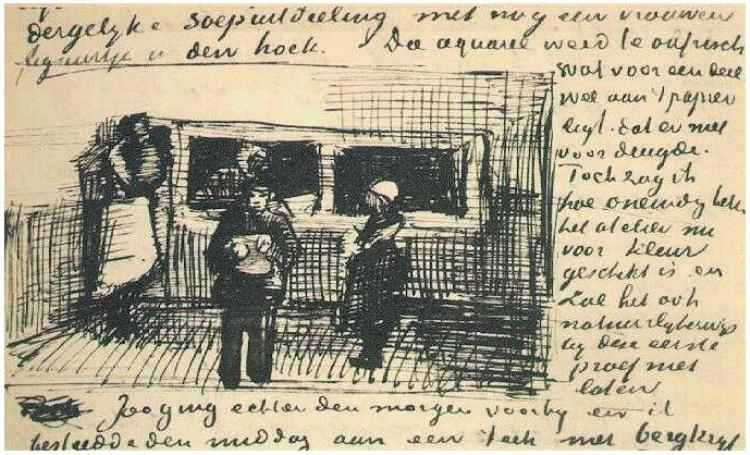
توزیع سوپ در یک نوانخانه عمومی، لاهه، ۴ مارس ۱۸۸۳ (نامه ۳۲۴ به تئو ون گوگ)
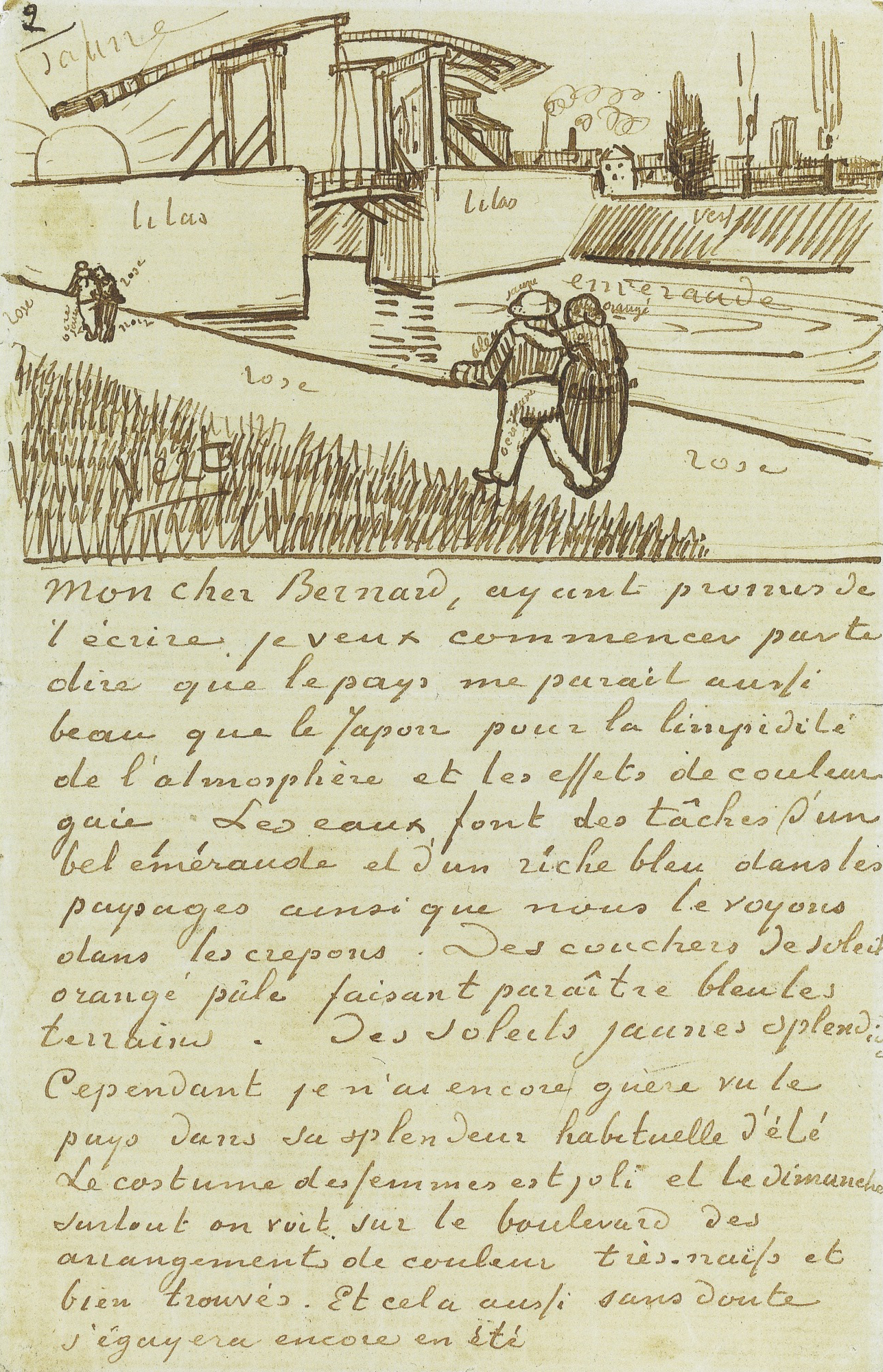
پل لنگلوئیس با زوج در حال قدم‌زدن، آرل، ۱۸ مارس ۱۸۸۸ (نامه ۵۸۷ به امیل برنار)
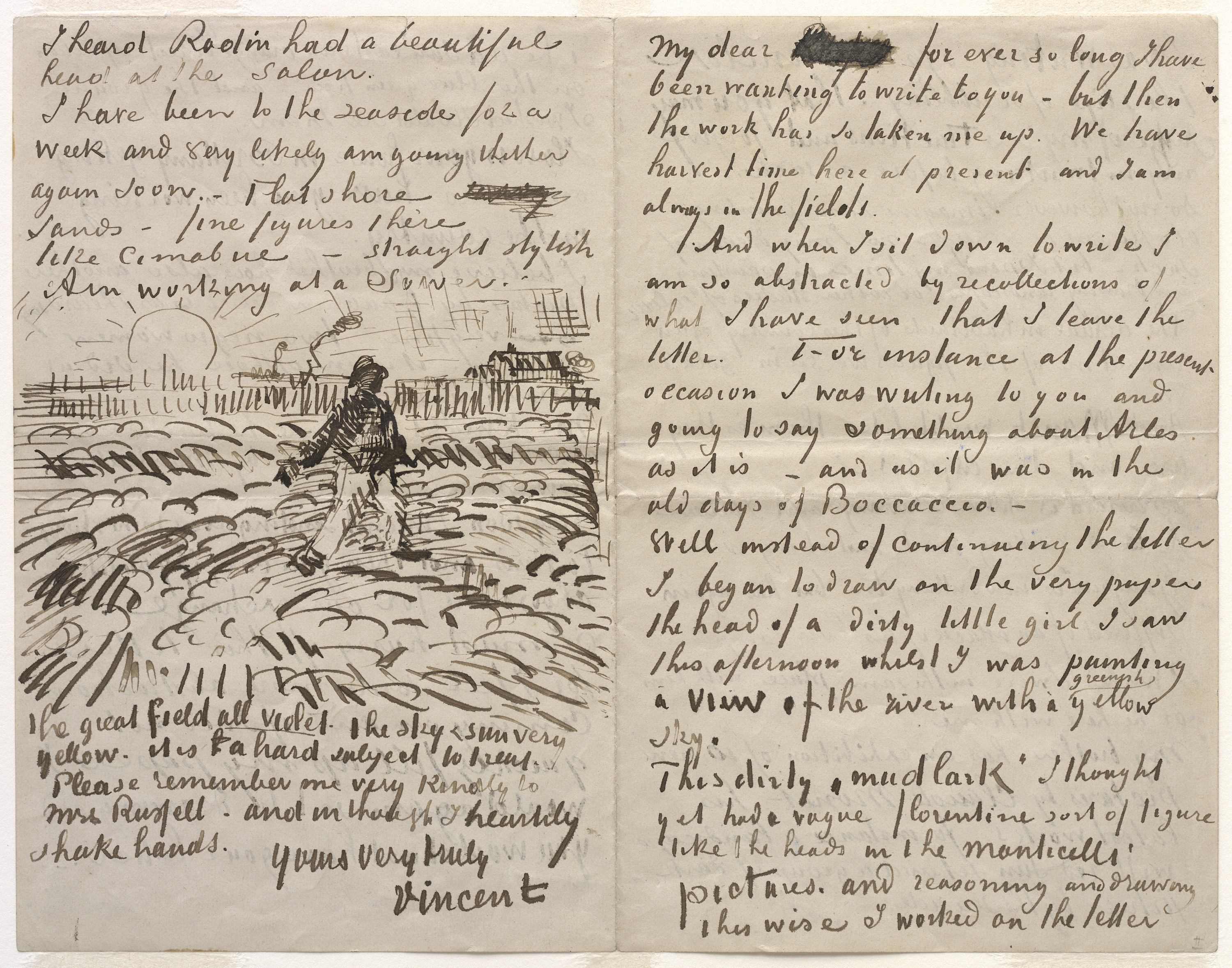
بذرافشانی با خورشید در حال غروب، آرل، ۱۷ ژوئن ۱۸۸۸ (نامه ۶۲۷ به جان پیتر راسل)
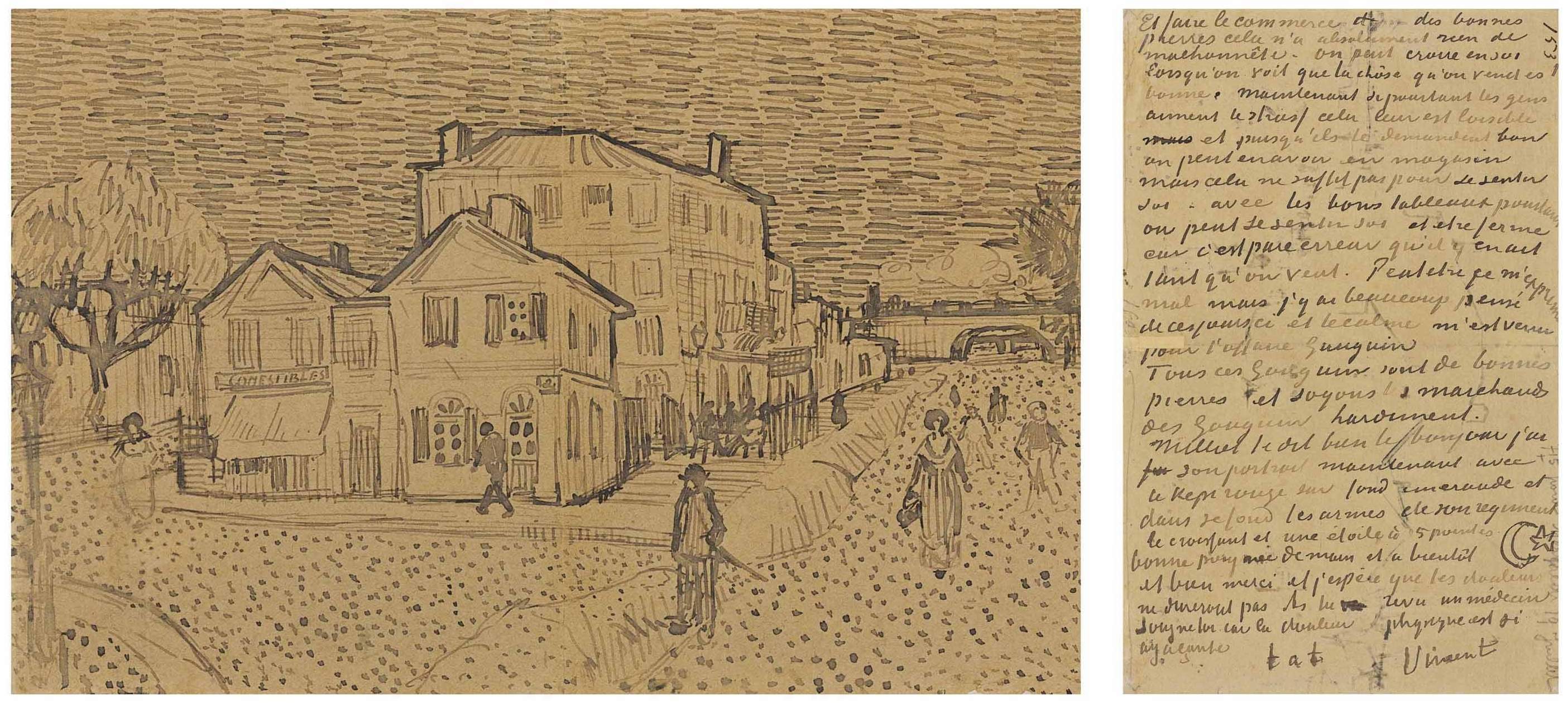
خانه زرد، آرل، ۲۹ سپتامبر ۱۸۸۸ (نامه ۶۹۱ به تئو ون گوگ)
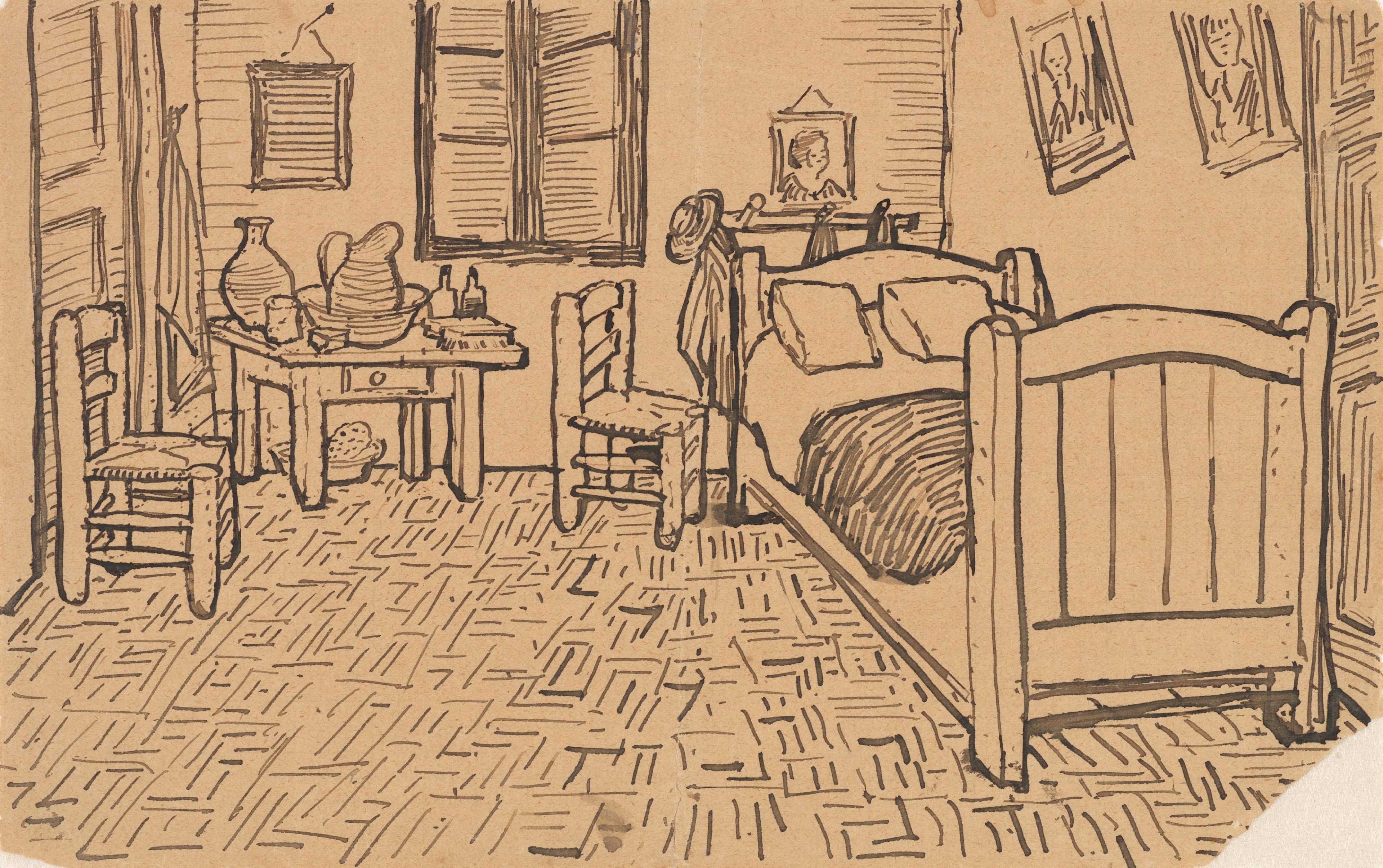
اتاق‌خواب، آرل، ۱۶ اکتبر ۱۸۸۸ (نامه ۷۰۵ به تئو ون گوگ)
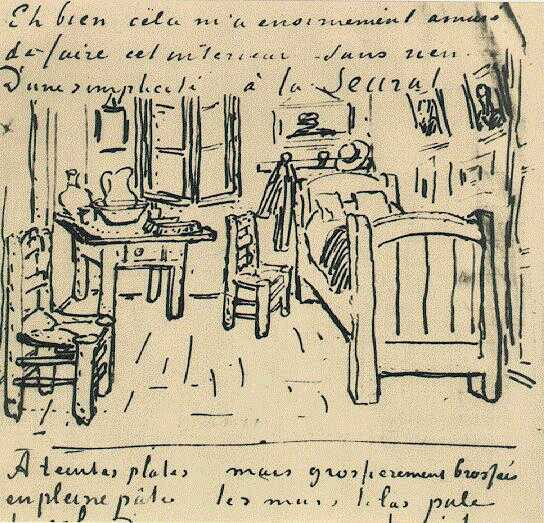
اتاق‌خواب، آرل، ۱۷ اکتبر ۱۸۸۸ (نامه ۷۰۶ به پل گوگن)
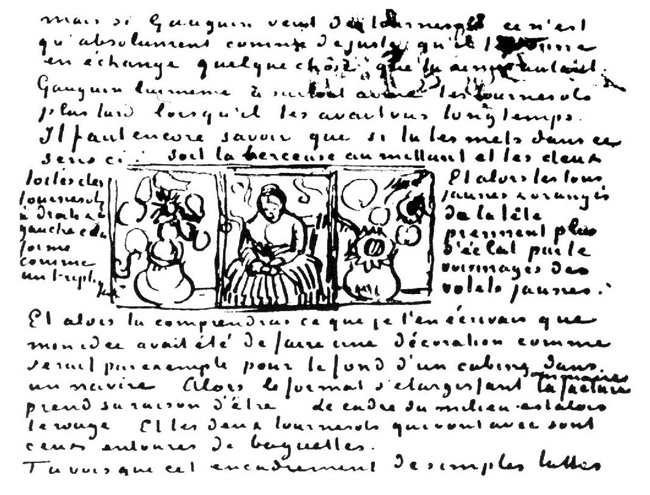
سه‌لتی با لالایی و دو نسخه از گل‌های آفتابگردان در گلدان، سن-رمی-دو-پروانس، ۲۳ می ۱۸۸۹ (نامه ۷۷۶ به تئو ون گوگ)
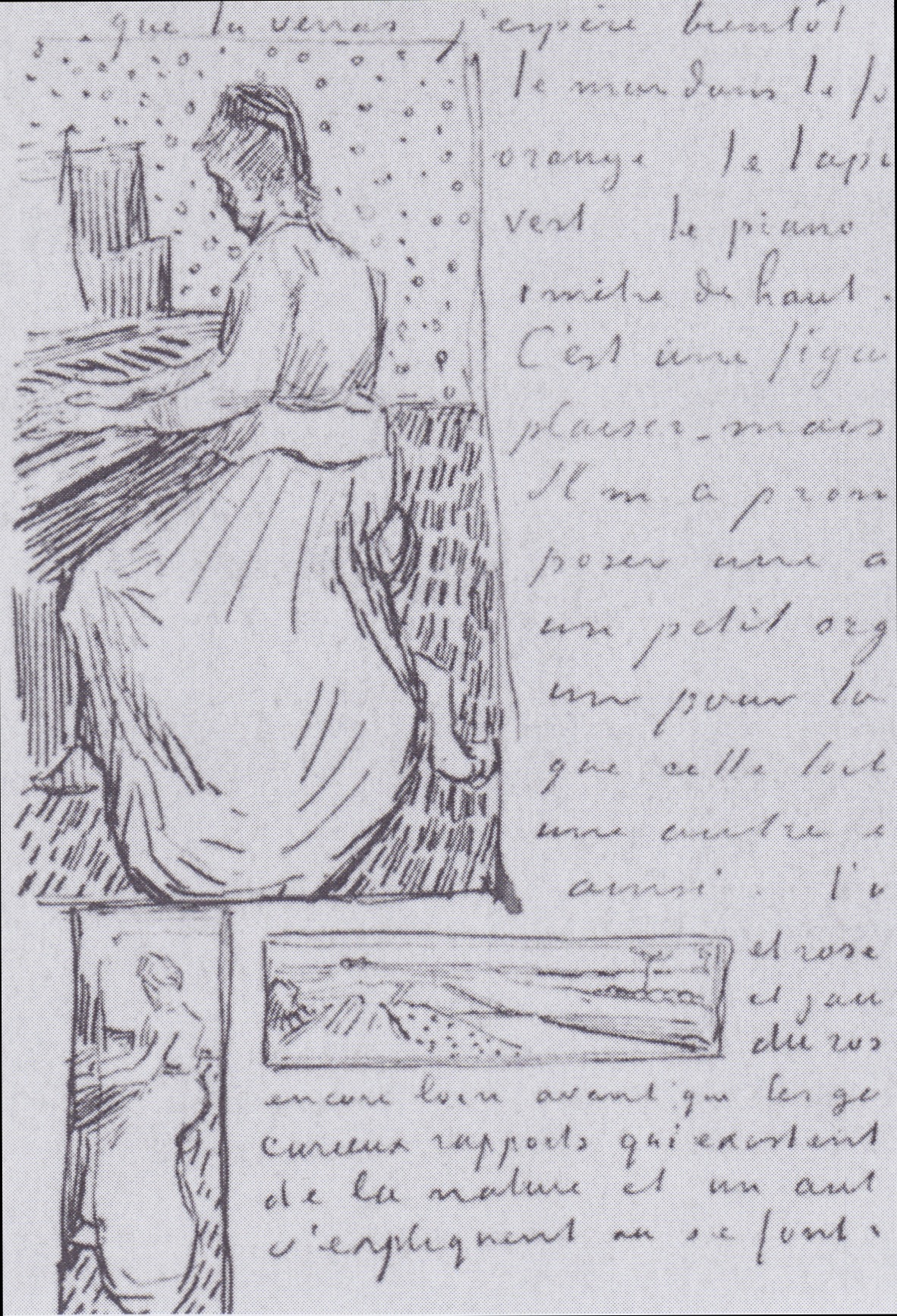
‏۱. مارگارت گاشه پشت پیانو ۲. مارگارت گاشه پشت پیانو ۳. گندم‌زارها، اور سور اواز، ۲۸ ژوئن ۱۸۹۰ (نامه ۸۹۳ به تئو ون گوگ)